# San Giorgio a Liri
San Giorgio a Liri é uma comuna italiana da região do Lácio, província de Frosinone, com cerca de 3.068 habitantes. Estende-se por uma área de 15 km², tendo uma densidade populacional de 205 hab/km². Faz fronteira com Castelnuovo Parano, Esperia, Pignataro Interamna, Sant'Apollinare, Vallemaio.

## Demografia
| Variação demográfica do município entre 1861 e 2011                               |
|                                                                                   |
| Fonte: Istituto Nazionale di Statistica (ISTAT) - Elaboração gráfica da Wikipedia |